# Sprinteuropamästerskapen i kanotsport 2013
Sprinteuropamästerskapen i kanotsport 2013 anordnades den 14-16 juni i Montemor-o-Velho, Portugal. 

## Medaljsummering

### Medaljtabell

#### Kanot och kajak
| Pl.   | Nation         | Guld | Silver | Brons | Totalt |
| ----- | -------------- | ---- | ------ | ----- | ------ |
| 1     | Ryssland       | 5    | 2      | 1     | 8      |
| 2     | Tyskland       | 4    | 5      | 4     | 13     |
| 3     | Ungern         | 4    | 3      | 5     | 12     |
| 4     | Polen          | 3    | 2      | 4     | 9      |
| 5     | Tjeckien       | 3    | 0      | 2     | 5      |
| 6     | Serbien        | 2    | 2      | 0     | 4      |
| 7     | Danmark        | 2    | 1      | 1     | 4      |
| 8     | Belarus        | 1    | 2      | 1     | 4      |
| 9     | Litauen        | 1    | 0      | 0     | 1      |
| 9     | Sverige        | 1    | 0      | 0     | 1      |
| 11    | Rumänien       | 0    | 2      | 4     | 6      |
| 12    | Portugal       | 0    | 2      | 0     | 2      |
| 13    | Frankrike      | 0    | 1      | 1     | 2      |
| 13    | Spanien        | 0    | 1      | 1     | 2      |
| 15    | Azerbajdzjan   | 0    | 1      | 0     | 1      |
| 15    | Bulgarien      | 0    | 1      | 0     | 1      |
| 15    | Storbritannien | 0    | 1      | 0     | 1      |
| 18    | Ukraina        | 0    | 0      | 2     | 2      |
| Total | Total          | 26   | 26     | 26    | 78     |

### Herrar
| Gren       | Guld                                                                                  | Tid       | Silver                                                                 | Tid       | Brons                                                                     | Tid       |
| C-1 200 m  | Jevgenij Shuklin (LTU)                                                                | 41,676    | Valentin Demyanenko (AZE)                                              | 41,726    | Andrii Kraitor (RUS)                                                      | 42,136    |
| C-1 500 m  | Martin Fuksa (CZE)                                                                    | 1:51,693  | Dzianis Harazja (BLR)                                                  | 1:51,763  | Marcin Grzybowski (POL)                                                   | 1:52,693  |
| C-1 1000 m | Martin Fuksa (CZE)                                                                    | 3:52,046  | Mathieu Goubel (FRA)                                                   | 3:53,741  | Marcin Grzybowski (POL)                                                   | 3:54,421  |
| C-1 5000 m | Sebastian Brendel (GER)                                                               | 22:57,583 | Marcin Grzybowski (POL)                                                | 23:07,102 | Florin Comanici (ROU)                                                     | 23:16,729 |
| C-2 200 m  | Ryssland Aleksandr Kovalenko Nikolaj Lipkin                                           | 37,364    | Belarus Dzmitrij Rabtjanka Aleksandr Vauchetskij                       | 37,784    | Tyskland Robert Nuck Stefan Holtz                                         | 38,219    |
| C-2 500 m  | Ryssland Alexej Korovasjkov Ivan Sjtyl                                                | 1:42,206  | Rumänien Alexandru Dumitrescu Victor Mihalachi                         | 1:44,771  | Polen Tomasz Kaczor Vincent Słomiński                                     | 1:45,426  |
| C-2 1000 m | Ryssland Alexej Korovasjkov Ilja Pervuchin                                            | 3:33,548  | Ungern Henrik Vasbányai Róbert Mike                                    | 3:33,898  | Rumänien Alexandru Dumitrescu Victor Mihalachi                            | 3:36,453  |
| C-4 1000 m | Belarus Dzmitrij Rabtjanka Dzianis Harazja Dzmitrij Vaitsisjkin Aleksandr Vauchetskij | 3:23,773  | Rumänien Florin Comanici Gabriel Gheoca Cătălin Costache Josif Chirilă | 3:24,498  | Ukraina Vitalij Verheles Denys Kovalenko Denys Kamerylov Eduard Sjemetjlo | 3:24,628  |
| K-1 200 m  | Petter Öström (SWE)                                                                   | 35,217    | Marko Dragosavljević (SRB)                                             | 35,537    | Tom Liebscher (GER)                                                       | 35,742    |
| K-1 500 m  | René Holten Poulsen (DEN)                                                             | 1:41,506  | Miklós Dudás (HUN)                                                     | 1:42,496  | Max Hoff (GER)                                                            | 1:42,696  |
| K-1 1000 m | René Holten Poulsen (DEN)                                                             | 3:27,225  | Max Hoff (GER)                                                         | 3:28,435  | Josef Dostál (CZE)                                                        | 3:28,910  |
| K-1 5000 m | Max Hoff (GER)                                                                        | 19:52,304 | Fernando Pimenta (POR)                                                 | 19:57,982 | René Holten Poulsen (DEN)                                                 | 20:05,102 |
| K-2 200 m  | Ryssland Jurij Postrigaj Alexander Djatjenko                                          | 31,994    | Tyskland Ronald Rauhe Jonas Ems                                        | 32,564    | Frankrike Sébastien Jouve Maxime Beaumont                                 | 32,654    |
| K-2 500 m  | Tyskland Max Rendschmidt Marcus Gross                                                 | 1:32,389  | Serbien Simo Boltić Marko Dragosavljević                               | 1:33,089  | Polen Paweł Szandrach Mariusz Kujawski                                    | 1:33,144  |
| K-2 1000 m | Tyskland Max Rendschmidt Marcus Gross                                                 | 3:10,337  | Ryssland Ilja Medvedev Anton Ryachov                                   | 3:10,512  | Tjeckien Daniel Havel Jan Štěrba                                          | 3:11,687  |
| K-4 1000 m | Tjeckien Daniel Havel Josef Dostál Lukáš Trefil Jan Štěrba                            | 2:55,806  | Portugal Fernando Pimenta Emanuel Silva João Ribeiro David Fernandes   | 2:56,856  | Ungern Zoltán Kammerer Tamás Kulifai Dávid Tóth Dániel Pauman             | 2:57,711  |

### Damer
| Gren       | Guld                                                               | Tid       | Silver                                                                   | Tid       | Brons                                                                           | Tid       |
| C-1 200 m  | Maria Kazakova (RUS)                                               | 51,709    | Stanilija Stamenova (BUL)                                                | 51,814    | Kincső Takács (HUN)                                                             | 52,469    |
| C-2 500 m  | Ungern Zsanett Lakatos Kincső Takács                               | 2:09,316  | Ryssland Natalia Marasanova Anastasia Ganina                             | 2:10,581  | Ukraina Natalija Zjiliuk Darija Motova                                          | 2:23,281  |
| K-1 200 m  | Marta Walczykiewicz (POL)                                          | 42,549    | María Teresa Portela (ESP)                                               | 42,594    | Natasa Dusev-Janics (HUN)                                                       | 42,809    |
| K-1 500 m  | Dalma Ružičić-Benedek (SRB)                                        | 1:52,758  | Danuta Kozák (HUN)                                                       | 1:53,133  | Katrin Wagner-Augustin (GER)                                                    | 1:53,698  |
| K-1 1000 m | Dalma Ružičić-Benedek (SRB)                                        | 3:54,225  | Henriette Hansen (DEN)                                                   | 3:57,680  | Erika Medveczky (HUN)                                                           | 3:58,305  |
| K-1 5000 m | Renáta Csay (HUN)                                                  | 22:49,691 | Louisa Sawers (GBR)                                                      | 22:53,360 | Eva Barrios (ESP)                                                               | 23:07,192 |
| K-2 200 m  | Ungern Katalin Kovács Natasa Dusev-Janics                          | 39,363    | Polen Karolina Naja Magdalena Krukowska                                  | 39,418    | Rumänien Roxana Borha Iuliana Taran                                             | 39,543    |
| K-2 500 m  | Polen Karolina Naja Beata Mikołajczyk                              | 1:44,674  | Tyskland Franziska Weber Tina Dietze                                     | 1:45,484  | Ungern Katalin Kovács Natasa Dusev-Janics                                       | 1:45,849  |
| K-2 1000 m | Polen Karolina Naja Beata Mikołajczyk                              | 3:36,410  | Tyskland Carolin Leonhardt Conny Waßmuth                                 | 3:37,245  | Rumänien Irina Lauric Bianca Plesca                                             | 3:38,835  |
| K-4 500 m  | Ungern Anna Kárász Katalin Kovács Danuta Kozák Natasa Dusev-Janics | 1:31,114  | Tyskland Franziska Weber Katrin Wagner-Augustin Verena Hantl Tina Dietze | 1:32,509  | Belarus Aleksandra Grisjina Volha Chudzenka Nadzeja Papok Marharyta Tsisjkevitj | 1:32,524  |